# 와동초등학교 (대전)
와동초등학교는 대한민국 대전광역시 대덕구 신대동에 있는 공립 초등학교이다.

## 학교 연혁
- 1946년 12월 12일 회덕공립국민학교 와동분교장 개설
- 1949년 10월 1일 와동국민학교 승격 개교
- 1982년 3월 6일 병설유치원 개원
- 1996년 3월 1일 와동초등학교로 개칭
- 2019년 2월 15일 제68회 졸업식(졸업생 총 6,704명)
- 2019년 3월 1일 19학급 편성(특수학급 1포함), 유치원 2학급
- 2020년 3월 1일 18학급 편성(특수학급 1포함), 유치원 1학급

## 참고 자료
- 와동초등학교 - 한국교육학술정보원 학교알리미